# Спортски савез инвалида Србије
Спортски савез инвалида Србије је спортска организација која окупља спортисте са инвалидитетом у Србији. Основан је 27. јуна 1964. године, а седиште организације је у Улици Делиградској 27 у београдској општини Савски венац.

## Историјат
Број инвалидних лица временом се повећавао у СФРЈ, због ратова, болест, саобраћајних несрећи и других ствар. Имајући у виду значај спортско рекреативних активности за целокупан живот и социјалну интеграцију особа са инвалидитетом, 27. јуна 1964. године у Врњачкој бањи основан је Савез за спорт и рекреацију инвалида СР Србије чији је Спортски савез инвалида Србије правни следбеник.
Почев од 1964. године до данас, Спортски савез инвалида Србије је остао највећа спортска организација за спорт и рекреацију особа са инвалидитетом у Републици Србији, чији је основни циљ укључивање свих категотија особа са инвалидитетом у спортске активности ради побољшања и унапређења њиховог психофизичког стања, као и њихово укључивање у нормалне животне токове.
Савез подржава што интезивније укључивање младих људи у све организационе и руководеће структуре спорта, што подразумева не само такмичаре већ све заинтересоване младе особе са инвалидитетом, у складу са њиховим могућностима.
Чланице савеза су организације са територије Републике Србије чији су чланови особе са инвалидитетом, из свих инвалидно-хуманитарних организација.